# 宮崎慎一
宮崎 慎一（みやざき しんいち、1930年2月12日 - ）は、元日本教育テレビ（NET：現・テレビ朝日）プロデューサーである。
一橋大学経済学部を卒業後、1954年に東映本社に入社。京都撮影所、東京撮影所を経て、1958年、日本教育テレビ（略称：NET）に移籍。テレビアニメ、テレビドラマなどを手掛けた。

## 代表作

### テレビドラマ・特撮
- 風小僧
- 白馬童子
- 七色仮面
- ナショナルキッド
- 悪魔くん
- ジャイアントロボ
- 河童の三平 妖怪大作戦
- 七つの顔の男
- 遠山の金さん捕物帳
- 鬼平犯科帳（1969年版・1975年版）
- ご存知遠山の金さん
- 大非常線
- 人造人間キカイダー
- キカイダー01
- アクマイザー3

### テレビアニメ
- アンデス少年ペペロの冒険
- 狼少年ケン
- 少年忍者風のフジ丸
- ハッスルパンチ
- レインボー戦隊ロビン
- 宇宙パトロールホッパ（途中で「宇宙っ子ジュン」に改題）
- 海賊王子
- 魔法使いサリー
- 花のピュンピュン丸
- ひみつのアッコちゃん
- もーれつア太郎
- 魔法のマコちゃん
- さるとびエッちゃん
- デビルマン
- キューティーハニー
- バビル2世
- ミクロイドS
- 破裏拳ポリマー
- 宇宙の騎士テッカマン
- 勇者ライディーン
- 一休さん
- 鋼鉄ジーグ
- キャンディ・キャンディ